# جورج إي. هاريس
جورج إي. هاريس (بالإنجليزية: George E. Harris)‏ هو محامي وسياسي أمريكي، ولد في 6 يناير 1827 في مقاطعة أورانج في الولايات المتحدة، وتوفي في 19 مارس 1911 في واشنطن العاصمة في الولايات المتحدة. حزبياً، نشط في الحزب الجمهوري. وقد انتخب عضو مجلس النواب الأمريكي.